# Herman de Salm
Herman de Salm (cunoscut și ca Herman de Luxemburg),  (n. 1035 – d. 28 septembrie 1088, Cochem, Renania-Palatinat, Germania) a fost conte de Salm și anti-rege al Regatului Germaniei, care a domnit de la 1081 până la moarte.

## Alegerea
Herman a fost fiul contelui Giselbert de Luxemburg. Pe când Henric al IV-lea, regele romanilor, se afla în campanie în nordul Italiei în timpul războiului civil din Saxonia, Herman a fost ales ca al doilea anti-rege al romanilor care să se opună împăratuliui ales în Ochsenfurt la 6 august 1081, de către nobilimea din ducatele de Saxonia și de Suabia. Arhiepiscopul Siegfried I de Mainz l-a încoronat pe Hermann la Goslar în 26 decembrie. Predecesorul lui Herman ca anti-rege, Rudolf de Rheinfelden, murise de pe urma rănilor primite în lupta din octombrie 1080. Din cauză că Henric considera că papalitatea trebuie să se impună coroanei imperiale, papa Grigore al VII-lea îl excomunicase, declarându-l ca nemeritând să fie împărat romano-german. Războiul civil s-a încheiat în cele din urmă, iar Henric a fost încoronat ca împărat în 1084, evoluția evenimentelor lăsându-l pe Herman într-o situație extrem de stingheritoare.

## Sprijinul pentru papalitate
Principala problema din cadrul disputei dintre papă și împărat (Lupta pentru învestitură) o constituie cea a numirii episcopilor. Exista obiceiul ca, atunci când un episcop murea, împăratul să fie cel care să îl numească pe succesor pe baza calificării ecleziastice a acestuia. Pe de altă parte, Henric numea episcopi pe motive politice, fapt care a stârnit opoziția papei Grigore al VII-lea, care a luat decizia interzicerii învestiturii de către orice persoană laică, inclusiv de către împărat.
Din acest motiv, Biserica s-a despărțit de Henric și l-a numit pe Rudolf de Rheinfelden, iar apoi pe Herman de Salm. Din păcate pentru Grigore, Herman nu era nici pe departe atât de puternic pe cât fusese Rudolf, iar aceasta a cauzat creșterea puterii lui Henric. Nu se cunosc multe despre ce s-a întâmplat cu Herman în continuare, în afară că a servit ca anti-rege sub domnia papei Grigore până la 1093, care se știe că era anul morții acestui suveran pontif. Conrad de Franconia și-a început domnia după moartea lui Herman.

## Expediții militare
Planul lui Herman de a aduna o armată pe malurile Dunării cu care să pornească asupra Italiei a fost descurajată de moartea principalului său susținător, Otto de Nordheim. Când Henric a pătruns în Saxonia în fruntea unei armate în 1085, Herman a fugit în Danemarca. Totuși, el a revenit, fiind în alianță cu ducele Welf I de Bavaria, și l-a înfrânt pe împărat în bătălia de la Bleichfeld, pe malul Mainului, ocupând Würzburg. Puțin după victorie însă, el s-a săturat să mai fie un simplu pion în mâinile celor puternici și s-a retras pe moșiile sale. El a murit în apropiere de Cochem la sfârșitul anului 1088, astfel încheindu-se Marea răscoală saxonă.
Soția sa a fost Sofia de Formbach, cu care a avut un fiu, Otto, care i-a succedat în Salm.